# Crypsinus ramosii
Crypsinus ramosii là một loài dương xỉ trong họ Polypodiaceae. Loài này được Copel. mô tả khoa học đầu tiên năm 1960.
Danh pháp khoa học của loài này chưa được làm sáng tỏ. 